# Werner Wöhlbier
Werner Wöhlbier (* 13. Oktober 1899 in Seggerde; † 26. April 1984 in Stuttgart-Hohenheim) war ein Agrarwissenschaftler, Agrikulturchemiker und Fütterungsexperte.

## Biographie
Werner Wöhlbier war der Sohn des Rektors Wilhelm Wöhlbier und dessen Ehegattin Elvira geborene Maise. Er war der ältere Bruder des Bergbaukundlers Herbert Wöhlbier.
Wöhlbier studierte nach dem Ersten Weltkrieg Landwirtschaft an der Universität Halle – dort schloss er sich 1921 der Burschenschaft Germania an – und in Stuttgart, wo er 1923 Mitglied der Burschenschaft Hohenheimia wurde. Er promovierte 1925 bei Theodor Roemer zum Dr. sc. nat. und war anschließend zwei Jahre Versuchsringleiter in Greifenberg in Pommern. Von 1926 bis 1929 studierte er Chemie an der Universität Breslau, promovierte dort 1929 bei Paul Ehrenberg zum Dr. phil., ging danach an die landwirtschaftliche Versuchsstation Rostock und habilitierte sich an der Universität Rostock 1930 mit einer tierernährungsphysiologischen Arbeit für Agrikulturchemie. Nach dem Tode von Franz Honcamp, dem Leiter der Versuchsstation und Professor an der Universität, wurde Wöhlbier 1934 zum a.o. Professor und Direktor der Station ernannt.
Im Jahre 1936 folgte Wöhlbier einem Ruf als Professor für Chemie und Tierernährungslehre an die Landwirtschaftliche Hochschule Hohenheim, wo er bis zu seiner Emeritierung 1966 wirkte. Gleichzeitig leitete er in Hohenheim die Landesanstalt für Chemie, das Institut, in dem die Tierernährungsversuche durchgeführt wurden. Das Forschungsspektrum von Wöhlbier war sehr breit, es umfasste Grundlagenforschung zur Tierernährung, praktische Fütterungsfragen sowie Konservierung der Futtermittel.
Wöhlbier war Mitherausgeber der Zeitschriften „Tierphysiologie, Tierernährung und Futtermittelkunde“ (ab 1938) und „Landw. Forschung“ (ab 1949).

## Hauptwerk
- „Einfluß des Wachstums auf die Ernährung“ in Ernst Mangolds Handbuch der Ernährung und des Stoffwechsels landwirtschaftlichen Nutztiere, Bd. IV.
- Einführung in die Fütterungslehre der landw. Nutztiere, 1949.
- Die Technik des Tierversuches (Methodenbuch Bd. XIII), 1953.
- Die Futtermittel (Hrsg., 2 Bde.), 1963.

## Auszeichnungen
- Die Universität Leipzig würdigte ihn mit einer Ehrenpromotion zum Dr. agr. h. c. (1959)
- Er war korrespondierendes Mitglied der Deutschen Akademie der Landwirtschaftswissenschaften (DAL) zu Berlin.